# Acid pentetic
Axit Pentetic hoặc axit diethylenetriaminepentaacetic (DTPA) là một axit aminopolycarboxylic bao gồm một khung diethylenetriamine với 5 nhóm carboxymethyl. Phân tử có thể được xem như là một phiên bản mở rộng của EDTA và được sử dụng tương tự. Nó là một chất rắn màu trắng với độ hòa tan hạn chế trong nước.

## Thuộc tính phối hợp
Cơ sở liên hợp của DTPA có ái lực cao với các cation kim loại. Do đó, DTPA 5− penta-anion có khả năng là phối tử bát phân giả định rằng mỗi trung tâm nitơ và mỗi COO - nhóm được tính là một trung tâm để phối hợp. Các hằng số hình thành cho các phức của nó lớn hơn khoảng 100 so với các hằng số cho EDTA. Là một tác nhân chelating, DTPA bao bọc xung quanh một ion kim loại bằng cách hình thành tối đa tám liên kết. Các phức chất của nó cũng có thể có thêm một phân tử nước điều phối ion kim loại. Kim loại chuyển tiếp, tuy nhiên, thường hình thành ít hơn tám trái phiếu phối hợp. Vì vậy, sau khi tạo thành phức chất với kim loại, DTPA vẫn có khả năng liên kết với các thuốc thử khác, như được thể hiện bởi con lắc dẫn xuất của nó. Ví dụ, trong phức chất của nó với đồng (II), DTPA liên kết theo cách thức hexadentate sử dụng ba trung tâm amin và ba trong số năm carboxylat.

## Các ứng dụng
Giống như EDTA phổ biến hơn, DTPA chủ yếu được sử dụng để cô lập các ion kim loại phân hủy hydro peroxide, được sử dụng để tẩy bột giấy trong sản xuất giấy. Vài triệu kg được sản xuất cho mục đích này hàng năm.
Đặc tính chelating của nó rất hữu ích trong việc khử các ion calci và magnesi trong các sản phẩm tóc. DTPA được sử dụng trong hơn 150 sản phẩm mỹ phẩm. Ngoài ra, DTPA được sử dụng trong các chất tương phản MRI. DTPA cải thiện hình ảnh MRI bằng cách tạo phức với ion gadolinium, làm thay đổi tính chất của các phân tử nước gần đó.
DTPA đã được xem xét để xử lý vật liệu phóng xạ như plutonium, americium và khác actinides. Về lý thuyết, những phức hợp này có nhiều khả năng được loại bỏ trong nước tiểu. Nó thường được sử dụng như muối calci hoặc kẽm, vì các ion này dễ bị dịch chuyển bởi các cation tích điện cao hơn. DTPA tạo thành phức chất với thorium (IV), uranium (IV), neptunium (IV) và cerium (III / IV).
Vào tháng 8 năm 2004, Cơ quan Quản lý Thực phẩm và Dược phẩm Hoa Kỳ (USFDA) đã xác định kẽm-DTPA và calci-DTPA là an toàn và hiệu quả để điều trị cho những người hít phải hoặc bị nhiễm độc bên trong bởi plutonium, mỹ hoặc curium. Phương pháp điều trị được khuyến nghị là dùng liều calci-DTPA ban đầu, vì muối DTPA này đã được chứng minh là có hiệu quả hơn trong 24 giờ đầu sau khi nhiễm plutonium, mỹ hoặc curium. Sau thời gian đó, cả calci-DTPA và kẽm-DTPA đều có hiệu quả tương tự trong việc giảm ô nhiễm nội bộ với plutonium, Mỹ hoặc curium, và kẽm-DTPA ít có khả năng làm suy giảm mức độ kẽm bình thường của cơ thể và các kim loại khác cần thiết cho sức khỏe. Mỗi loại thuốc có thể được quản lý bởi máy phun sương cho những người đã hít phải ô nhiễm và tiêm tĩnh mạch cho những người bị ô nhiễm bởi các tuyến đường khác.
DTPA cũng được sử dụng làm chelate cho phân bón cây cảnh, đặc biệt là sắt, một vi chất dinh dưỡng thiết yếu thường cần với số lượng đáng kể bởi tất cả các loại cây. Chelate là các chất hữu cơ hòa tan liên kết với kim loại và ngăn chúng hình thành các phân tử lớn hơn thông qua quá trình oxy hóa. FeDTPA thường được bán dưới tên sắt chelate 10% hoặc 11% khi được sử dụng cho mục đích thụ tinh cho cây thủy sinh. Sắt thường được tìm thấy trong cột nước hồ cá đã được chuyển đổi sang trạng thái sắt (Fe3+) vì nó có sự hiện diện của oxy hòa tan. Tuy nhiên, thực vật đòi hỏi sắt ở trạng thái màu (Fe2+), do đó, năng lượng bổ sung phải được sử dụng để tách sắt sắt từ cột nước và chuyển đổi thành dạng sắt. Khi được sử dụng để chelate phân bón sắt DTPA đảm bảo rằng sắt được giữ ở trạng thái màu (Fe2+) theo thời gian để nó có thể được sử dụng bởi các nhà máy thủy sản mà không tiêu tốn năng lượng có giá trị.

## Hợp chất liên quan
Các hợp chất có cấu trúc liên quan đến DTPA được sử dụng trong y học, tận dụng ái lực cao của giàn triaminopentacarboxylate cho các ion kim loại.
- Trong ibritumomab tiuxetan, chelator tiuxetan là phiên bản sửa đổi của DTPA có xương sống chứa một isothiocyanatobenzyl và một nhóm methyl.[10]
- Trong capromab pendetide và satumomab pendetide, chelator pendetide (GYK-DTPA) là một DTPA biến đổi có chứa một liên kết peptide được sử dụng để kết nối chelate với một kháng thể.[11]
- Pentetreotide là một DTPA được sửa đổi gắn liền với một phân đoạn peptide.[12]
- DTPA và các dẫn xuất được sử dụng để chelate gadolinium để tạo thành một chất tương phản MRI, như Magnevist.
- Technetium-99m được chelated với DTPA cho quét thông khí tưới máu (V/Q) và đồng vị phóng xạ renography y học hạt nhân quét.[13]